# 正面心理學
正面心理學（英語：Positive psychology），是對「什麼使人生最值得度過」的心理學研究領域，側重於個人和社會福祉。 它研究“積極的主觀體驗、積極的個人特徵和積極的制度...它旨在提高生活品質。” 隨著研究者尋找共同點，並以更好的福祉為基礎，該研究領域多年來穩步增長。
1998 年，當馬丁·賽里格曼選擇积极心理学作為他擔任美國心理學會主席期間的主題時，积极心理学開始成為一個新的心理學領域。這是對過去的做法的一種反應，過去的做法往往側重於精神疾病，並強調適應不良的行為和消極的思維。它建立在亞伯拉罕·馬斯洛、羅洛·梅、詹姆斯·布根塔爾和卡爾·羅傑斯的人文主義運動之上，這些運動鼓勵強調幸福、生活福祉（Well-being / Wellness / Prudential value，意近生活品質）和積極性，從而為現在所謂的积极心理学奠定基礎。
积极心理学關注 eudaimonia，這是一個古希臘術語，意思是“美好的生活”，也是反思對幸福生活和充實生活貢獻最大的因素的概念。积极心理学家經常交替使用主觀幸福感（Subjective well-being，縮寫作 SWB）和幸福（happiness）這兩個術語。
积极心理学家認為，許多因素可能有助於幸福和主觀幸福感。例如，與配偶、家人、朋友、同事和更廣泛的網絡的社會聯繫；俱樂部或社會組織的會員資格；體育鍛煉和冥想練習。靈性也可以被認為是導致幸福感增加的一個因素。靈性實踐和宗教奉獻是研究人員一直在研究的一個主題，作為增加幸福感的另一個可能來源和积极心理学的附加部分。幸福感可能會隨著財務收入的增加而上升，但當沒有進一步的收益或達到一定的臨界值後，幸福感可能會趨於平穩甚至下降。

## 背景
虽然正面心理學这一词起源于亚伯拉罕·马斯洛在1954年的书《动机与人格》，但它作为心理学的新领域，开始于被认为是现代正面心理学运动之父的马丁·赛里格曼，在1998年选择它为自己在美国心理学协会主席任期的主题。塞利格曼同意马斯洛的看法，指出半世纪以来的临床心理学“被同一个主题所吸引——精神疾病」他敦促心理学家继续心理学在早期时提出的培养人才和提高正常生活的任务。
第一届正面心理学峰会于1999年召开。第一届国际正面心理學会于2002年举行。在2009年6月，召开了第一届正面心理学世界大会。

## 历史根源
正面心理學从20世纪里重点关注快乐和满足的人本主义心理学那里找到根源。对正面心理學的更早影响主要来自于哲学和宗教，因为直到19世纪后期，心理学才形成现代的科学形式。（见心理学历史）
犹太教对幸福的看法是一种神命论：幸福和奖励来自于顺从神命。
古希腊人对此众说纷纭。苏格拉底认为，自我认知是通往幸福的道路。柏拉图的“洞穴比喻”影响了很多西方思想家，他们认为幸福就是寻找更深刻的意义。亚里士多德认为，幸福是在一生中按照美德理性生活。享乐主义相信要在简单的享受中实现幸福。斯多亞學派则认为，他们可以通过客观和理性达到幸福。
基督教发扬了幸福的神命论。中世纪基督教会教导说，真正的幸福只有在天国才有。七宗罪也都是关于俗世的自我放纵和自恋。在另一方面，“四枢德（Four Cardinal Virtues）”和“三超德（Three Theological Virtues）”被认为可以防止罪恶。
在文艺复兴和启蒙时代，个人主义逐渐被重视。同时，有创造力的个人被认为是艺术家，而不仅仅是工匠，因此获得尊重。功利主义哲学家，比如约翰·斯图尔特·密尔认为，道德行为是指最大化最多数人的幸福的行为。因此，应该用一门关于幸福的经验主义科学来确定哪些行为是道德的。杰斐逊和其他民主支持者认为，“生命，自由和对幸福的追求”是不可剥夺的权利，而且可以作为正义的理由去推翻政府。
浪漫主义者重视个人情感的表达，并追求情感上不受社会规范阻碍的“真我”。同时，爱和亲密关系成为人们结婚的主要动机。

## 研究

### 概览
一些研究者认为，在这一领域，正面心理学可以划分为三个相互重叠的研究范围：
1. 研究快乐生活，或“享受生命”，审视人们的最佳体验，预测，并体會正常和健康的生活中积极的情感和情绪（如关系，爱好，兴趣，娱乐等）。
2. 研究美好生活，或“参与生命”，研究沉浸、忘我和福乐的益处，这是人们在积极投入他们的主要活动时的体验。当一个人的能力和他的工作能较好地契合时，比如她确信在她充分发挥的情况下，可以完成她的任务时，这些状态就会出现。
3. 探讨有意义的人生，或“生命归属”，讨论人们如何从一些比个人更广大和更持久的事情（例如大自然，社会团体，组织，运动，传统，信仰体系）的参与和贡献上，得到幸福，归属感，意义和目的。

### 抵消效应
在一篇题为“积极情感的抵消效应”的文章，芭芭拉·弗雷德里克森等人假设正面情绪可以抵消负面情绪对心血管的影响。当人们紧张时，他们会出现高心率、高血糖、免疫抑制，以及其他利于立即采取行动的反应。如果在紧张过去后，人们不调节，就会导致病痛、冠心病，和更高的死亡率。实验室研究和调查研究都表明，积极的情绪有助于经受了紧张的人们下回到了原来的生理基线。

### 崇高
在对厌恶研究经年后，弗吉尼亚大学的乔纳森·海德特教授等人又来研究它的对立面，并发明了“崇高”这一术语。崇高是一种愉快的道德情感。它让人想按道德行事，作为一种情感，它具有生物学上的基础，有时可伴随着一种胸部的扩张感或皮肤的刺痛感。

### 研究領域
1.快樂&幸福感
2.個人目標對心理的影響
3.思考與情緒
4.音樂促進體內激素分泌、情緒
5.品味(例如行動上的專注與跟人話題的正向；認知層面的自我激勵與感知)
6.感恩
7.人性優勢與正向特質
8.家庭幸福感
9.職場幸福感
10.社會文化幸福感
11.宗教信仰與靈性

## 理論

### 心盛
心盛（英語：flourishing），是正向心理學的重要概念之一，其指一種完全、高度心理健康的表徵。例如，心盛的人常充滿熱情活力，並且無論在個人生活及社會互動之中，均能發揮主動積極、參與的正向功能。也就是有意義和目的過活，而不是僅是存在這世界而已
。在整體人口群當中，心盛的人相對是少數比例。但大部份處在中度心理健康狀態的人們如果能夠透過群體介入的方式，進而達到心盛的階段。如此，將成為一個較具有健康、生產性、創業的、創造力、參與度等之社會。

### 擴展
正面情绪的扩建理论认为，正面的情绪（例如幸福，兴趣，期望）可以拓展人的意识，鼓励新颖、多样和探索性的思想和行动。随着时间的推移，这些拓展了的行为能够构建技能和资源。例如，对一处景观的好奇可以成为航行知识，与陌生人愉快的互动成为一个友谊，漫无目的的体育活动成为锻炼和健身。
这与负面情绪形成对比。负面情绪会导致狭隘的以生存为目的的行为。例如，恐惧只会引起逃跑。

### 积极的经验

#### 正念（Mindfulness）
正念療法的定义是对新奇的积极寻找，也具有不偏不倚、不偏执、接受、耐心、信任、开放、随缘、温柔、慷慨、移情、感激和善良的特点。它的好处包括减少紧张、焦虑、抑郁和慢性疼痛。

#### 流暢感（Flow）
心流，或沉浸于工作的状态，其特点是高度集中的注意力、失去自我意识、一种控制的感觉、一种“時間消失”的感觉。流暢感本身就是一种有益的体验，而且还可以帮助人实现目标（例如赢得比赛）或提高技能（例如成为一个更好的国际象棋选手）。

#### 灵性
灵性的定义是对“神圣”的追寻，其中“神圣”一般是被定义为是超越普通和值得崇敬。灵性据认为也会导致对生命目的和意义的追寻。

### 自我決定論 (Self Determination Theory)
自我決定論是一個有關於人類個性與動機的理論，考量到個人與生俱來的天賦資質與心理需求。 自我決定論的主旨在探討人發自內心的動機，排除外在誘因與影響，其中又把重點聚焦在個人激發與自我決定。

#### 需求
自我決定論支持三個基本的心理需求必須被滿足，來達成個體的優良表現與健康；這些需求可以被普遍套用在各種情境，然而其中的某些需求可能會因為文化，經驗與時間的差異而顯得更加突出與重要，或是有不同的解釋。
1. 勝任 (Competence)：嘗試去了解個體本身所具有的能力，以及個體對於任務可能完成的結果與效能[26]
2. 自主 (Autonomy)：該行為與動機是否是是發自內心，以及該行為是否是自我決策而非受他人影響
3. 歸屬 (Relatedness)：基於想與他人互動的本能，該行為是否具有製造與他人互動的機會

## 积极的未来

#### 自我效能
自我效能指一个人对靠自己的能力来完成工作的信心。低自我效能与抑郁症有关;高自我效能感可以帮助人克服各种滥用，克服饮食失调，以及保持健康的生活方式。高自我效能也提高了免疫系统，帮助减缓紧张，并减少疼痛。

#### 习得性乐观
习得性乐观是指一个人把失败归因于是外部的（而非个人），可变的（而非永久），具体的（限于特定的情况）的习惯。例如，一个乐观的人把他/她失败的原因归结为外因（环境或其他人）、那些可能不会再次发生的偶然因素，以及某些不会影响他/她在其他方面的成功的特定原因。
与这种解释风格相联系的，有更好的表现（学术，体育，或工作效率）、更大的人际关系满意度、更好的生活应对、更少的抑郁症，和更好的身体健康。

#### 希望
希望是一种针对目标的习得性风格，人们可以使用路径式思维（找到通往目标的路径的感知能力），以及代理式思维（使用这些路线的必要动机，

## 其他发现
- “一个对22个彩票大奖赢家的系统研究发现，随着时间的推移，他们回到了自己的幸福基线，结果并不超过22个对照实验者。”（第48页[16]）
- “在几年内，截瘫患者的平均幸福程度仅比不瘫痪者略少”（第48页[16]）
- “百分之八十三的美国人报告说对生活满意”（第50页[16]）
- “在较富裕的国家...财富的增加，对个人幸福的影响可以忽略不计”（第54页[16]）
- “与最多有微弱影响的钱不同，婚姻关系与幸福强烈相关……在我看来，对于已婚者比未婚者更幸福的事实，还没有确认的原因。（第55-56 [16]），但其他研究发现，已婚者比未婚者在幸福上没有区别。

## 研究
正面心理学目前也正在英国得到了广泛研究，如剑桥幸福感研究院，研究者包括剑桥大学教授Felicia Huppert及研究生Timothy So；应用正面心理学中心。它的研究者包括累斯特大学的Alex Linley教授，他的当前研究课题包括创伤后成长，感恩，和正面治疗，合作者包括曼彻斯特和诺丁汉大学等院校。

## 应用
正面心理学的实际应用，包括协助个人和组织发现自己的长处，并利用它们来增加和保持其各自的水平和福利。治疗师，辅导员，教练员和其他各种心理专业人员可以使用新的方法和技术，来构筑和拓宽那些不一定有精神病或精神错乱的人的生活。

### 性格強項與美德
"性格強項與美德"（Character Strengths and Virtues, CSV）的成书，是研究者们对识别和分类人类的正面心理特征的第一次尝试。就像普通心理学的精神障碍诊断与统计手册（Diagnostic and Statistical Manual of Mental Disorders, DSM）一样，CSV为协助制定正面心理学的实际应用提供了理论框架。这本手册确定了六类美德（即“核心美德”），共有24个可测量的力量。
《性格優勢和美德手冊》的介绍部分指出，这六类美德是被历史上绝大多数文化所认可，并且这些特征在实践中会导致更多的幸福。尽管书中有众多的说明和警告，这种普遍性暗示着，正面心理学运动的领袖们除了要扩大心理学研究的范围以包括精神健康外，还在正在挑战价值相对主义，而主张我们是“进化为天生”倾向于某些美德，即美德具有生物学的基础。
这些优点和长处可以分类如下：
1. 智慧及知識：创意，好奇，开明，爱学习，智慧
2. 勇氣：英勇，坚毅，正直，熱情與幹勁
3. 仁愛：爱，善良，人际交往能力
4. 公義：團隊精神，公平，领导能力
5. 節制：宽恕和怜悯，谦虚，谨慎，自我控制
6. 靈性及超越：审美和优秀，感恩，希望，幽默，灵性

VIA性格研究所的萊恩·尼米克和密苏里州精神卫生研究所的丹尼·維丁，最近出了一本叫电影里的正面心理学：用电影来构建美德和个性力量的书，展示了电影如何描绘这些正面心理学里的美德和力量，以及人们如何可以通过看电影来提升自我，或帮助他人。

### 克利夫頓34種主導特質
蓋洛普民調中心針對全球兩百多萬人，歷時二十五年，開創了職場天賦能力測驗，傳統「勤能補拙」的觀念是葬送成功的途徑！這個職場天賦能力測驗分析了人們的34種主導特質，它是站在你我共同享有的某些特質，出於先天背景、後天經歷有所不同，導致在現在時刻下，我們擁有了哪些突出的主導天賦(Talent)，進而衍生出不同的思維模式、看待事件的詮釋方式、決策與行動模型。了解自己的天賦特質後，更重要的是搭配有意識的練習，才有可能讓潛在天賦，變成穩定的優勢，譬如每段懷抱特定目標的工作選擇而發展的過程，都會是很好的一種練習。
當我們能愈早探索出自身性格內的專長，對於自信心的建立、與人協作的視角、工作滿意度的提升、職涯規劃與選擇與個人品牌，都能更符合我們內心所向，即早實現自己的理想生活。
1. 執行力：成就，統籌，信仰，公平，審慎，紀律，專注，責任，排難
2. 影響力：行動，統率，溝通，競爭 ，完美，自信，追求，取悅
3. 關係建立：適應，關聯，伯樂 ，體諒，和諧，包容，個別，積極，交往
4. 戰略思維：分析，回顧，前瞻 ，理念，搜集，思維，學習，戰略

### 快樂方程式
沙利文博士在他的著作《真正的快樂》(Authentic Happiness) 裡列出了一條「快樂方程式」：H=S+C+V（Happiness 快樂指數 = Set Range 天生的快樂幅度 + Circumstances 現實環境和個人際遇 + Voluntary Activities 個人控制範圍）。
他指出快樂有40%是來自天生的情緒基調，有些人天生較易開心，有些則較易憂鬱。一般人以為後天環境和個人際遇最重要，但原來環境際遇在快樂方程式中只佔20%，因人們在適應環境或際遇後，心情會回復至自身水平。最後，40%是自主能力，包括思想模式、對事情的理解、應付問題的能力，及行為模式等。由此可見，快樂可掌握在自己手中，而「正面思考」便是最實際和有效的方法。
沙利文博士及其他學者認為，享樂並不等於真快樂，因享樂是即時的感官滿足，無須太大的能耐和思考，且並不長久。
較高層次的快樂是滿足 (Satisfaction) ，須透過才能的發揮及努力而達至。沙利文博士認為每個人若能認識及發展自己的專長或性格優點 (Signature Strengths)，經過努力並獲得成功時，所得到的滿足非單純享樂可以比擬。
最高層次的快樂是能運用專長和性格優點，去投身有意義的事業或活動，令周遭的人或社區都能獲益，這才是真正的快樂 (Fulfilment)，亦是有意義及價值的人生。
研究發現，快樂可為人帶來心智、身體、表現、創意，以及人際關係等多方面的好處。心理學家芭芭拉·弗雷德里克森教授提出快樂情緒能擴闊及建立個人能力的理論，用科學方法證明快樂可叫人思想更靈活、更具創意、更願意嘗試新事物和冒險，以及增強學習能力。

### REACH寬恕方法
由埃弗雷特·沃辛頓與學生邁克爾·麥卡洛及史蒂文·桑達奇合作研究出的寬恕方法
R =記得受傷了：
要治愈，您必須面對自己受到傷害的事實。 下定決心不要討厭和傷害，不要像對待受害者一樣對待自己，也不要像對待其他人那樣混蛋。 做出原諒的決定。 確定您不會追求投資回報，但是您會將該人視為有價值的人。
E =同情您的伴侶：
移情讓自己坐在另一個人的椅子上。 假裝對方坐在您對面的空椅子上。 跟他說話。 傾倒你的心。 然後，當您有發言權時，坐在他的椅子上。 以一種能幫助您了解其他人為什麼委屈您的方式與虛構的人進行交談。 這樣可以建立同情心，即使您不能同情心，您也可能會感到更多的同情，同情或愛心，從而幫助您從受傷中康復。
A =利他的禮物：寬恕是無私的禮物。 我們都記得當我們委屈某個人時（可能是父母，老師或朋友），而這個人原諒了我們。 我們感到輕盈而自由。 而且我們不想讓自己再次犯錯而使他失望。 通過無私的寬恕，您可以將同樣的禮物送給傷害您的人。
C =提交：
一旦您原諒了，就給自己寫個便條，就像“今天，我原諒XXX傷害我。” 這有助於您的原諒。
H =寬恕：
我們寫承諾書，是因為我們幾乎肯定會懷疑我們是否真的原諒了。 我們可以重新閱讀我們的筆記。 我們原諒了。

## 詬病與反效果
（1）太貶抑心理學過去的貢獻。
（2）常把複雜的事實過度簡化，就藉此誇大渲染有效性。
（3）應用不當會致使當事人（尤其身心症患者）反覆在低潮裡無法走出。
（4）在互動上無同情、同理、慰藉等效果，甚至過分失控導致副作用（例如憂鬱症患者從而自殺等等）

## 與正向心理學有關的課程
- 正向心理學證書 （页面存档备份，存于）由香港大學專業進修學院提供
- 兒童藝術正向心理學證書課程由聖雅各福群會提供
- 樂觀自在－－正向心理學由香港嶺南大學持續進修學院提供
- 校園正向心理學：推廣精神健康及建構正面學習環境 （页面存档备份，存于）由香港教育大學提供
- 實踐正向心理學證書課程 （页面存档备份，存于）由香港專業培訓學會提供
- 快樂工作 - 網上正向心理學課程 （页面存档备份，存于）由香港中文大學、香港僱主聯合會提供 (由食物及衛生局「健康護理及促進基金」 資助)
- 正向教育心理學文學碩士 （页面存档备份，存于）由香港教育大學提供
- 正向心理學導師培訓課程由生活學堂提供
- （页面存档备份，存于）由香港中文大學持續進修學院提供

## 延伸阅读
- 《改變人生的正向心理學——尋找快樂，追求夢想》 作者：Lo's Psychology
- 《真實的快樂》 作者：馬丁·沙里文博士
- 《邁向圓滿：掌握幸福的科學方法&練習計畫》 作者：馬丁·沙里文博士
- 《學習樂觀．樂觀學習》 作者：馬丁·賽里格曼
- 《心流：高手都在研究的最優體驗心理學》 作者：米哈里·契克森
- 《正向心理科學臨床實務》 作者：艾瑞克．梅西亞斯, 哈米德．佩塞施基安, 康斯薇露．卡甘德
- 《正是有選擇—正向心理應用手冊》